# فرودگاه سوت‌الفرکراوشکور
فرودگاه سوت‌الفرکراوشکور (به انگلیسی: Sauðárkrókur Airport) یک فرودگاه همگانی با کد یاتا SAK است که یک باند فرود آسفالت دارد و طول باند آن ۱۸۸۷ متر است. این فرودگاه در کشور ایسلند قرار دارد و در ارتفاع ۲ متری از سطح دریا واقع شده است.